# 1386
Cette page concerne l'année 1386  du calendrier julien. Pour l'année 1386 av. J.-C., voir 1386 av. J.-C.
L'année 1386 est une année commune qui commence un lundi.

## Événements
- 14 février : baptême de Jagellon (Jagiello) ; le 19, il épouse Hedwige Ire de Pologne[1]. Il devient Ladislas II Jagellon (fin en 1434). Il tente d’unifier la Pologne et la Lituanie. Il doit mater la turbulente noblesse polonaise et évangéliser la Lituanie. La Pologne peut faire échec aux progrès du germanisme (1410).
- 24 février :
  - Charles de Duras meurt en prison à Visegrád après avoir été blessé le 7 février lors d'un assassinat perpétré à l’instigation de la veuve du roi de Hongrie. Son fils Ladislas le Magnanime lui succède comme roi de Naples jusqu'en 1414 mais devra faire face à son compétiteur Louis II d'Anjou[2].
  - Marie Ire de Hongrie remonte sur le trône de Hongrie après l'assassinat de Charles de Duras après 39 jours de règne en Hongrie (du 31 décembre 1385 au 7 février 1386).
- 4 mars : Sacre de Ladislas II Jagellon, roi de Pologne[1].
  - Le royaume des Jagellon comprend la Pologne, la Lituanie, la Biélorussie et une grande partie de l’Ukraine. C’est la première puissance d’Europe orientale.
  - Le statut de 1386 accorde aux boyards lituaniens l’égalité avec les nobles polonais à condition qu’ils soient catholiques.
- 9 mai : traité de Windsor. Alliance du Portugal et de l’Angleterre conclue par Jean Ier de Portugal[3]. Cette alliance est toujours en vigueur.
- 28 mai[4] : la république de Venise reconquiert Corfou.
- 10 juin[5] : Marie Ire de Hongrie cède ses droits sur la couronne de Hongrie à son époux Sigismond.

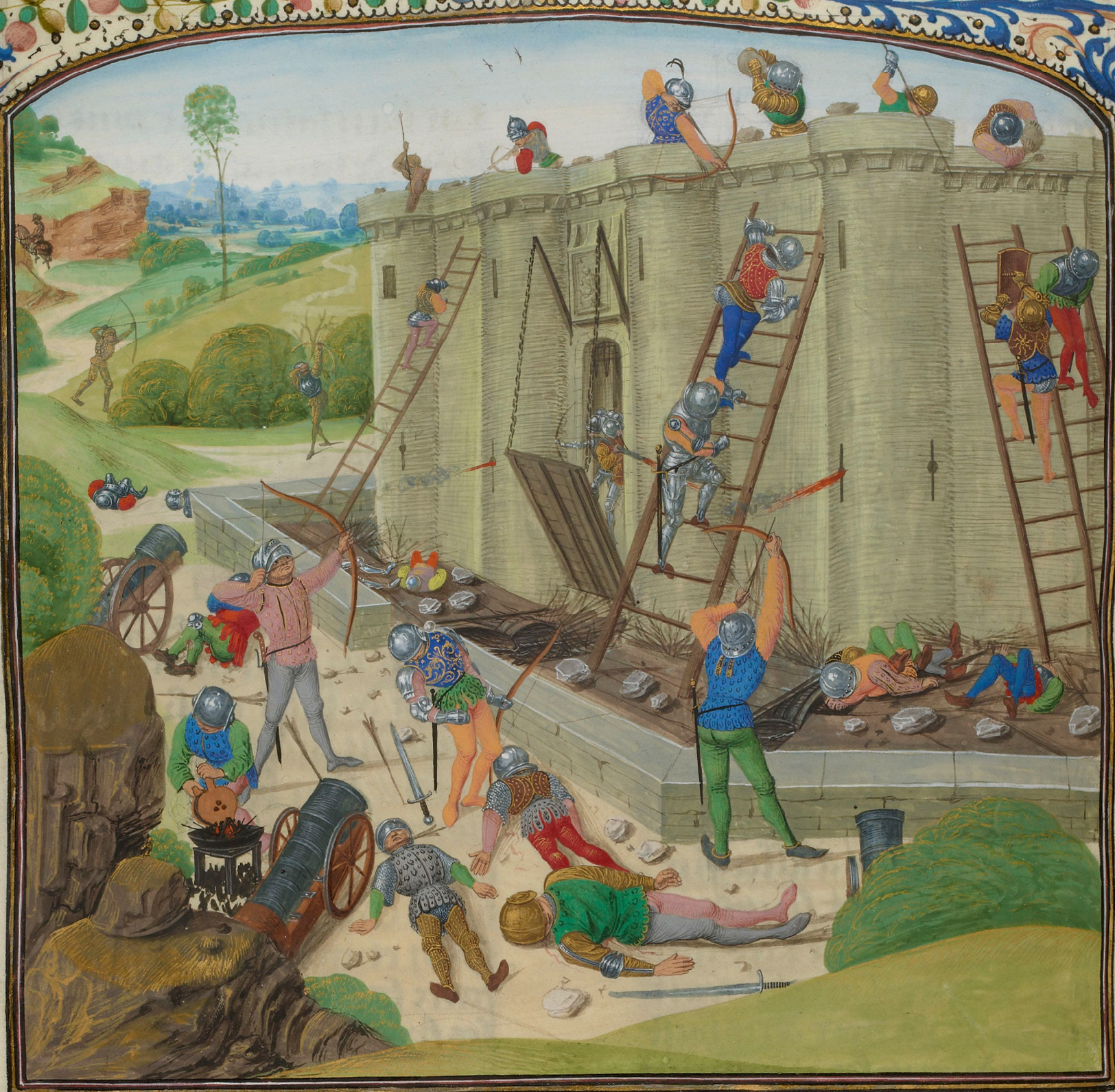
Juin : siège du château de Brest

- Juin[6] : début du siège de Brest, alors aux mains des Anglais, par Jean IV de Bretagne. Il ne parvient pas à prendre la ville.
- 9 juillet : Léopold III de Habsbourg est vaincu et tué par les confédérés suisses à la bataille de Sempach[7].
  - Guillaume et Léopold IV de Habsbourg deviennent ducs de Styrie (fin en 1411).
- 25 juillet : Jean de Gand débarque à La Corogne pour envahir la Castille[8] mais est vaincu par le roi Jean Ier, et abandonne ses prétentions sur le territoire en 1387, date à laquelle sa fille épouse le futur roi, Henri III de Castille.
- 20 août : mort du grand sénéchal Bo Jonsson Grip (drot) de Suède, personnage tyrannique et redouté[9]. Le roi Albrecht de Mecklembourg décide de gouverner personnellement. Il dépouille la noblesse suédoise de certains privilèges fiscaux. Celle-ci se cabre, ne pouvant accepter les exigences d’un souverain détesté comme étranger.
- 5 septembre : le roi de France Charles VI attribue à la Couronne le droit d'aubaine par lettres patentes en créant les « lettres de naturalité »[10].
- 23 septembre : Mircea l'Ancien (Mircea cel Batrin) devient voïévode de Valachie (fin en 1418)[11].
- 1er octobre : fondation de l'université de Heidelberg en Palatinat par Ruprecht, duc de Bavière[12].
- 21 novembre : Tamerlan prend Tbilissi et capture le roi Bagrat V de Géorgie et sa famille[13].

- Le premier empereur Ming de Chine Hongwu refuse de recevoir un ambassadeur japonais[14].

- Le sultan ottoman Murat Ier prend Niš[15]. Le prince Lazar Hrebeljanović doit reconnaitre la suzeraineté ottomane[16].